# 阿南市立那賀川中学校
阿南市立那賀川中学校（あなんしりつなかがわちゅうがっこう）は、徳島県阿南市那賀川町苅屋にある公立中学校。

## 沿革
- 1970年（昭和45年）4月1日 - 那賀川町立今津中学校・那賀川町立平島中学校統合により、統合前の二校舎で那賀川町立那賀川中学校創設。
- 1971年（昭和46年）
  - 5月 - 那賀川中学校校舎完成。
  - 8月31日 - 今津・平島校舎廃止。
- 1991年（平成3年）8月20日 - 全国選抜剣道大会出場。女子準優勝。
- 1992年（平成4年）8月23日 - 全国中学校剣道大会出場。女子団体優勝。
- 1993年（平成5年）3月12日 - 剣道部優勝祈念碑完成。
- 2006年（平成18年）3月20日 - 市町村合併により、阿南市立那賀川中学校に改称。
- 2007年（平成19年）8月20日 - 全国中学校剣道大会出場。女子団体優勝。
- 2012年（平成24年） - 校舎改築。

## 概要
- 女子剣道部は全国有数の強豪であり、過去に二度の全国優勝を誇る。それを称えて剣道部優勝祈念碑が建てられている。
- 近々校舎の全面建て替え予定されている。
- 2012年から毎年、阿南市平島子どもセンターと合同で防災合同避難訓練に取り組んでいる[1]。

## クラブ活動
運動部
- 野球部
- サッカー部
- ソフトテニス部（男女別）
- バレー部（男女別）
- バスケット部（男女別）
- 卓球部（男女別）
- 剣道部（男女別）
- 陸上・駅伝部
- 相撲部

文化部
- シンフォニックバンド部[2]
- 科学部
- 箏曲部
- 華道部
- 茶道部

## 関連学校
- 阿南市立平島小学校
- 阿南市立今津小学校

## 周辺の施設
- 阿南市役所那賀川支所（旧那賀川町役場）
- 阿南市立那賀川図書館（旧那賀川町立図書館）

## 周辺の道路
- 国道55号阿南道路
- 徳島県道141号

## 通学区域が隣接する学校
- 阿南市立阿南中学校
- 阿南市立阿南第一中学校
- 阿南市立羽ノ浦中学校
- 小松島市立小松島南中学校